# Talang Gading
Talang Gading is een bestuurslaag in het regentschap Muko-Muko van de provincie Bengkulu, Indonesië. Talang Gading telt 463 inwoners (volkstelling 2010).